# Pankreasruptur
Eine Pankreasruptur ist ein Aufreißen der Bauchspeicheldrüse (Pankreas) und kann zum Beispiel eine eher seltene Folge eines stumpfen Bauchtraumas sein. Häufiger wird die Bauchspeicheldrüse bei schlanken Menschen verletzt. Durch einen Schlag z. B. mit der Faust kann das Pankreas gegen die Wirbelsäule gedrückt werden, wobei Risse auftreten können, die meistens an der Vorderseite zwischen Pankreaskopf und Pankreaskörper liegen. Die Diagnose kann mit Hilfe der Sonografie (Ultraschall) gestellt werden. Durch den Riss gelangt Pankreassekret in den Bauchraum und es kann im schlimmen Fall zu einer akuten Pankreatitis kommen, die eventuell mit Nekrosen des Pankreas einhergehen kann. In diesem Fall ist eine operative Sanierung nötig.

## Historische Literatur
- P. W. Bracey: Complete rupture of the pancreas. In: British Journal of Surgery. Band 48, 1961, S. 575 ff.